# Ares Catania 1971
Questa voce raccoglie le informazioni riguardanti la S.S. Ares Catania nelle competizioni ufficiali della stagione 1971.
La maglia della squadra è neroverde.

## Organigramma societario
Area direttiva
- Presidente: Aldo Chiappini[2]
- Segretario: Cutrera[3]
- Consiglieri: Giovanni Cristaudo e Grasso[3]

Area tecnica
- Allenatore: Nino Mannino[2]

## Rosa
Rosa in Serie A e Coppa Edera.
| N. |                   | Ruolo | Calciatrice          |
| -- | ----------------- | ----- | -------------------- |
|    | Italia (bandiera) |       | Arancio              |
|    | Italia (bandiera) | C     | Agnese Bellardita    |
|    | Italia (bandiera) | D     | Lucia Bonaccorsi     |
|    | Italia (bandiera) |       | Castorina            |
|    | Italia (bandiera) |       | Cutrufelli           |
|    | Italia (bandiera) |       | Di Pasquale          |
|    | Italia (bandiera) | A     | Amalia Di Stefano    |
|    | Italia (bandiera) | P     | Annamaria Di Stefano |
|    | Italia (bandiera) | A     | Angela Gasparini     |

| N. |                   | Ruolo | Calciatrice      |
| -- | ----------------- | ----- | ---------------- |
|    | Italia (bandiera) | D     | Carmela Mazzullo |
|    | Italia (bandiera) |       | Mirabella        |
|    | Italia (bandiera) | P     | Nicotra          |
|    | Italia (bandiera) |       | Pace             |
|    | Italia (bandiera) |       | Regalino         |
|    | Italia (bandiera) |       | Eugenia Rugolo I |
|    | Italia (bandiera) |       | Maria Rugolo II  |
|    | Italia (bandiera) |       | Rita Sciuto      |
|    | Italia (bandiera) |       | Vinci            |